# Collie
Hunderacen collie findes i to varianter: En korthåret og en langhåret. Det er den langhårede collie, der er mest kendt. Den er kendt for at være meget intelligent og mild.
Hunden stammer fra det barske nordengelske og skotske højland, hvor den arbejdede tæt sammen med fårehyrderne. Dens forfædre var romerske hunde, som rejste rundt med soldaterne. Disse hunde parrede sig med de lokale hunde og skabte collien.
Først avledes hundene efter deres evner senere efter udseendet. Dette skabte to forskellige typer collier: Den amerikanske collie og den engelske collie.
Førstnævnte er tættest på den gamle type og er noget større og kraftigere bygget end den engelske. Det siges, at den amerikanske har et mere stabilt temperament.
Den engelske collie er den moderne collie og ses oftest på hundeudstillinger. Den engelske type er mere fin og lidt mindre end den amerikanske.
Collien eksisterer i tre farver: zobel, tricolor og blue merle – alle med hvide aftegn.
Collien kan være en god familiehund og kan være børnevenlig, men man skal være opmærksom på at finde en kennel, der vægter sindet rigtig højt, da colliens popularitet i perioder, har gjort at avlen til tider, har været lidt ukritisk i forhold til sind og mentalitet. Det har resulteret flere nervøse og reserverede hunde. Dette er dog langt fra colliens avlsmål.

## Eksterne links
- Dansk Collie Klub Arkiveret 13. januar 2008 hos  Wayback Machine
- Colliehunde Arkiveret 13. juli 2010 hos  Wayback Machine

 Der er for få eller ingen kildehenvisninger i denne artikel, hvilket er et problem. Du kan hjælpe ved at angive troværdige kilder til de påstande, som fremføres i artiklen.

| Dyr | Spire Denne artikel om dyr er en spire som bør udbygges. Du er velkommen til at hjælpe Wikipedia ved at udvide den. |